# Claire Guimond
Claire Guimond (née le 26 octobre 1955 à Montréal, au Québec) est une flûtiste canadienne, professeure de musique, membre fondatrice d'Arion Orchestre Baroque, dont elle fut la directrice artistique de 1981 à 2020.

## Biographie
Figure de proue de la musique ancienne au Canada, la flûtiste Claire Guimond est sollicitée à se produire de part et d’autre de l’Atlantique.
Claire Guimond est membre fondatrice d’Arion Orchestre Baroque dont elle assure la direction artistique de 1981 à 2020. Durant ces années, elle a invité les plus grands chefs et solistes du monde, spécialistes de la musique ancienne, à se produire sur la scène canadienne pour diriger l’orchestre et partager leur expertise. Elle a également collaboré avec plusieurs musicologues en Italie, en Espagne et au Royaume-Uni afin de faire redécouvrir de réels trésors musicaux. À la suite de ces démarches, plusieurs de ces œuvres ont été présentées pour la première fois en Amérique du Nord et ont fait l’objet de premiers enregistrements mondiaux. Tant comme flûtiste soliste, membre de l’orchestre et directrice artistique, Claire Guimond s’est produite en Amérique du Nord et du Sud, en Asie et en Europe. Au cours de la saison 2019-2020, elle est codirectrice artistique d’Arion avec Mathieu Lussier, son successeur.
En octobre 2019, Claire Guimond reçoit le prix Betty Webster, décerné par Orchestres Canada, mettant à l’honneur des individus et des organismes qui par leur leadership, leurs actions et leur contribution au partage des connaissances ont laissé une marque impérissable sur la communauté orchestrale nationale. 
En janvier 2020, le Conseil québécois de la musique lui décerne le Prix Opus de la direction artistique de l’année, soulignant au passage une dernière saison de haut niveau qui couronne trois décennies d’un travail remarquable. Les membres du jury mentionnent qu’avec sa vision artistique claire, soutenue d’une détermination à toute épreuve, Claire Guimond laisse un héritage inestimable à son orchestre et à son équipe.
De nombreux concerts et enregistrements auxquels elle a participé en tant que flûtiste ou directrice artistique ont également été récompensés par des prix : Diapason d’or, Prix Juno, Prix Opus, Prix Félix, Prix international d’enregistrement Haendel, etc.
Son actif discographique comprend près d’une quarantaine de disques distribués à l’échelle internationale, dont plus d’une trentaine avec Arion Orchestre Baroque. Elle a enregistré entre autres avec les clavecinistes Luc Beauséjour et Gary Cooper, le violoncelliste Jaap ter Linden et la violoniste Monica Huggett.
Outre de nombreux récitals et concerts, elle a enregistré plusieurs émissions pour les télévisions et radios nationales canadienne, britannique, belge, irlandaise et mexicaine. Elle a joué sous la direction de certains des chefs les plus renommés du milieu, notamment Ton Koopman, Andrew Parrott, Jordi Savall, Kent Nagano, Philippe Herreweghe, Barthold Kuijken, Bruno Weil, Christophe Rousset, Rinaldo Alessandrini, Andrea Marcon et Masaaki Suzuki.
Claire Guimond a aussi assuré la direction artistique du Festival international de musique baroque de Lamèque de 2000 à 2005. Elle est invitée régulièrement à titre de membre de jury, que ce soit pour des examens pour des examens d’études supérieures en musique ancienne ou pour des concours de musique. En juin 2017, elle est membre du jury au Festival international de musique ancienne du Val de Loire sous la présidence de William Christie.
Claire Guimond a une très vaste expérience en enseignement. Elle a contribué à la formation de nombreux musiciens canadiens et étrangers. Elle enseigne la flûte baroque à l’Université McGill de 1981 à 2019. Elle donne régulièrement des classes de maîtres dans diverses institutions, et notamment au Tafelmusik Summer Institute, qui se tient chaque mois de juin depuis 2006.
En 2001, Claire Guimond fonde Les productions early-music.com, une maison de disques dédiée au répertoire de la musique ancienne. Elle a été présidente du Conseil québécois de la musique de 1994 à 1997.

## Discographie sélective
Claire Guimond a enregistré une quarantaine de disques, dont plusieurs comme soliste.
Soliste
- 1985 : Leclair, Hotteterre et Guillemain – Entre Paris et Versailles, avec Chantal Rémillard (violon), Betsy MacMillan (viole de gambe), Hank Knox (clavecin) et Ensemble Arion [FL23020]
- 1991 : Quatuors parisiens, de Telemann, avec Chantal Rémillard (violon), Betsy MacMillan (viole de gambe), Hank Knox (clavecin), Christina Mahler (violoncelle) et Ensemble Arion [MVCD1040]
- 1991 : Stamitz, Richter, Haydn, Gluck – Flute Concertos of the 18th Century, avec Barthold Kuijken (flûte), Tafelmusik et Jeanne Lamon (violon et direction) [SK48045]
- 1993 : Telemann, Quentin et Mondonville – Conversations en musique, avec Chantal Rémillard (violon), Betsy MacMillan (viole de gambe), Hank Knox (clavecin), Susan Napper (violoncelle) et Ensemble Arion [FL23078]
- 1995 : 6 Sonates pour flûte et clavecin, op. 91, de Boismortier, avec Luc Beauséjour (clavecin) [FL23008]
- 1995 : L'Offrande musique, de Bach, avec Chantal Rémillard (violon), Betsy MacMillan (viole de gambe), Hank Knox (clavecin) et Arion Orchestre Baroque [FL23065]
- 1995 : Douze fantaisies pour flûte sans basse, de Telemann [FL28053]
- 1996 : 6 Sonates en trio, BWV 525-530, de Bach, avec Chantal Rémillard (violon), Betsy MacMillan (viole de gambe et violoncelle), Hank Knox (clavecin) et Ensemble Arion [FL23086]
- 1997 : Musique de table (première production), de Telemann, avec Arion Orchestre Baroque [FL23118]
- 1998 : Concertos, de Leclair, avec Monica Huggett et Arion Orchestre Baroque [ACD22143]
- 1999 : Sonates pour flûte et basse continue, de Blavet, John Toll (clavecin) et Jonathan Manson (viole de gambe) [ACD22204]
- 2001 : Quatuors pour flûte, de Mozart, avec le Trio Sonnerie, dirigé par Monica Huggett [EMCCD 7754]
- 2001 : Suites concertantes (Suite en si mineur, BWV 1067), de Bach, avec Arion Orchestre Baroque, dirigé par Barthold Kuijken [ACD22257]
- 2001 : Suites and concertos (Concerto Brandebourgeois no 5, BWV 1050 et Concerto pour flûte, violon et clavecin, BWV 1044), de Bach, avec Arion Orchestre Baroque, dirigé par Jaap ter Linden [EMCCD7753]
- 2002 : 6 Concertos, de Telemann, avec Luc Beauséjour (clavecin) [EMCCD7755]
- 2005 : Telemann – Tutti flauti !, avec Matthias Maute et Sophie Larivière (flûtes à bec), Mika Putterman (flûte) et Arion Orchestre Baroque, dirigé par Jaap ter Linden [EMCCD7763]
- 2005 : De Bach à Mozart – Sur les traces de la Sonate en trio, avec Gary Cooper (clavecin) et Jaap ter Linden (violoncelle) [EMCCD7762]
- 2006 : Vivaldi – Chiaroscuro, avec Mathieu Lussier (basson) et Arion Orchestre Baroque [EMCCD7764]
- 2007 : Telemann – Les trésors cachés, avec Arion Orchestre Baroque, dirigé par Jaap ter Linden [EMCCD7766]
- 2010 : Symphonies et concertos (Concerto pour flûte, Wq 22), de C.P.E. Bach, avec Gary Cooper (clavecin et direction) et Arion Orchestre Baroque [EMCCD7771]
- 2017 : Rebelles Baroques – Concertos de Quantz et Telemann, avec Arion Orchestre Baroque, dirigé par Alexander Weimann [EMCCD7777]

Orchestre
- 2007 : Plaisirs champêtres, de Rebel, avec Arion Orchestre Baroque, dirigé par Daniel Cuiller [EMCCD7765]
- 2008 : Symphonies des noël et Concertos comiques, de Corrette, avec Arion Orchestre Baroque [EMCCD7768]
- 2012 : Passion selon Saint-Jean, de Bach, avec Les Voix Baroques et Arion Orchestre Baroque, dirigé par Alexander Weimann [ACD22611]
- 2017 : Magnificat, de Bach, avec Arion Orchestre Baroque, dirigé par Alexander Weimann [ACD22727]

## Prix et distinctions
- 1984 : 3e prix au Concours international de musique ancienne de Bruges (Belgique)
- 2019 : Prix Betty Webster[4].
- 2020 : Prix Opus, directrice artistique de l'année[5].
- 2021 : Compagne de l'Ordre des arts et des lettres du Québec[10]